# Duomyia nigricosta
Duomyia nigricosta är en tvåvingeart som beskrevs av Malloch 1929. Duomyia nigricosta ingår i släktet Duomyia och familjen bredmunsflugor. Inga underarter finns listade i Catalogue of Life.